# Leigh Redhead
Pour les articles homonymes, voir Redhead.
Leigh Redhead, née le 18 novembre 1977 à Adélaïde, dans l'état de l’Australie-Méridionale, est une romancière australienne, auteur de roman policier.

## Biographie
Elle naît à Adélaïde en Australie. Elle suit ses parents en Nouvelle-Zélande, puis en Europe, séjournant notamment en Allemagne, en Angleterre et en France, avant de passer une année à Los Angeles, aux États-Unis. Elle retourne en Australie à l’âge de dix-sept ans pour finir ses études et exerce ensuite de nombreux métiers pour vivre, étant tour à tour serveuse, danseuse, stripteaseuse, réceptionniste, cuisinière, masseuse ou caissière. Elle vit successivement à Sydney, à Melbourne, dans la région de la côte nord de la Nouvelle-Galles du Sud et à Brisbane dans l'État du Queensland.
Elle publie en 2004 un premier récit policier intitulé Peepshow. Inspiré par son expérience professionnelle et personnelle, ce roman met en scène Simone Kirsch, une ancienne stripteaseuse devenue détective privée. À la suite du succès du livre, Kirsch connaît trois nouvelles aventures.
Redhead obtient en 2008 un diplôme d’écriture créative de l’université du Queensland, puis déménage à Hanoï au Viêt Nam où elle devient professeur d’anglais. De retour en Australie, elle travaille actuellement à l’écriture d’un cinquième roman.

## Œuvre

### SérieSimone Kirsch
- Peepshow (2004) Publié en français sous le titre Strip-tease, traduction de Robert Macia, Paris, Fleuve noir, 2008
- Rubdown (2005) Publié en français sous le titre Frictions, traduction de Robert Macia, Paris, Fleuve noir, 2009
- Cherry Pie (2007)
- Thrill City (2010)

## Prix et distinctions
- Prix Davitt (en) 2005 du choix des lecteurs pour Peepshow.
- Prix Davitt (en) 2006 du choix des lecteurs pour Rubdown.